# دیوید آلن کرانستون
دیوید آلن کرانستون (انگلیسی: David Cranston؛ زادهٔ ۲۰ اکتبر ۱۹۴۵) فرد نظامی اهل بریتانیا است. وی همچنین برندهٔ جوایزی همچون نشان امپراتوری بریتانیا شده‌است.